# Cometaster lucida
Cometaster lucida är en fjärilsart som beskrevs av Felder 1874. Cometaster lucida ingår i släktet Cometaster och familjen nattflyn. Inga underarter finns listade i Catalogue of Life.